# Grote of Sint-Jacobskerk w Hadze
Grote of Sint-Jacobskerk – zabytkowa świątynia protestancka w Hadze, w dzielnicy Centrum, przy Torenstraat.

## Historia
Prawdopodobnie już XIII wieku na miejscu obecnej świątyni istniał drewniany kościół, który w 1276 stał się siedzibą parafii. Na jego miejscu w 1335 roku wzniesiono małą, kamienną świątynię. W 1420 roku zbudowano kościelną wieżę, a pod koniec XV wieku osiągnął obecne rozmiary. W 1539 roku w wieżę świątyni uderzył piorun, który spowodował pożar obiektu. Wsparcia finansowego udzielił Karol V Habsburg, który opłacił odbudowę. W 1550 roku zainstalowano ambonę, którą wzniósł Colijn le Nole. W 1574 roku kościół przeszedł w ręce protestantów, czyniąc go główną świątynią luterańską w mieście. W 1685 na wieży zamontowano karylion, a w 1863 roku wymieniono jej hełm. W latach 1912–1920 trwała renowacja, którą kierował Pierre Cuypers. Rozbudowano dom parafialny, odnowiono witraże oraz wymieniono filary. W 1971 roku zainstalowano nowe organy, które zbudowała firma Metzler & Söhne.

## Architektura
Świątynia trójnawowa, gotycka. Posiada charakterystyczne prezbiterium, które jest wyższe od nawy głównej.

## Galeria

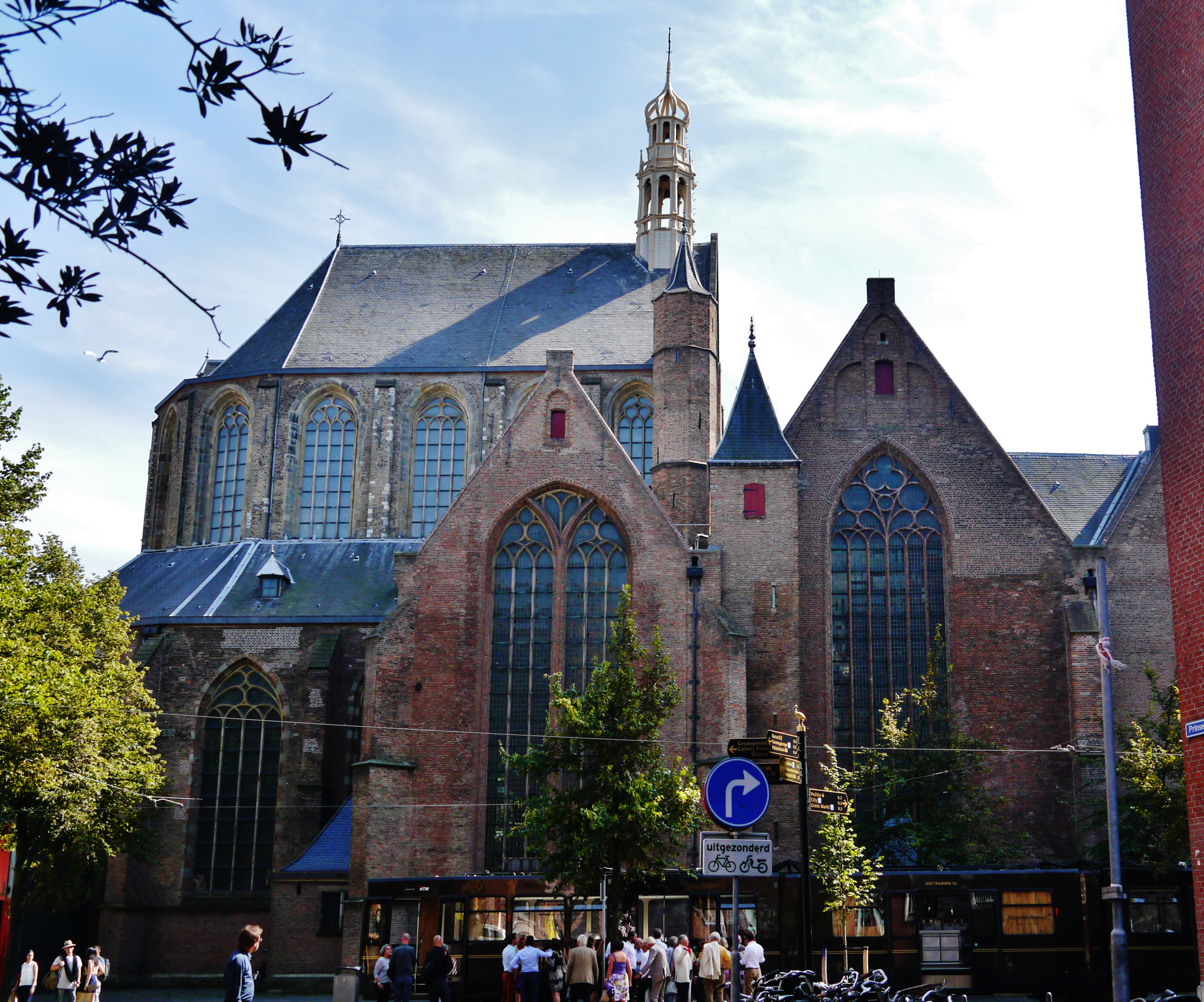
Widok z północy na korpus nawowy i prezbiterium – widoczna różnica wysokości między obiema częściami kościoła
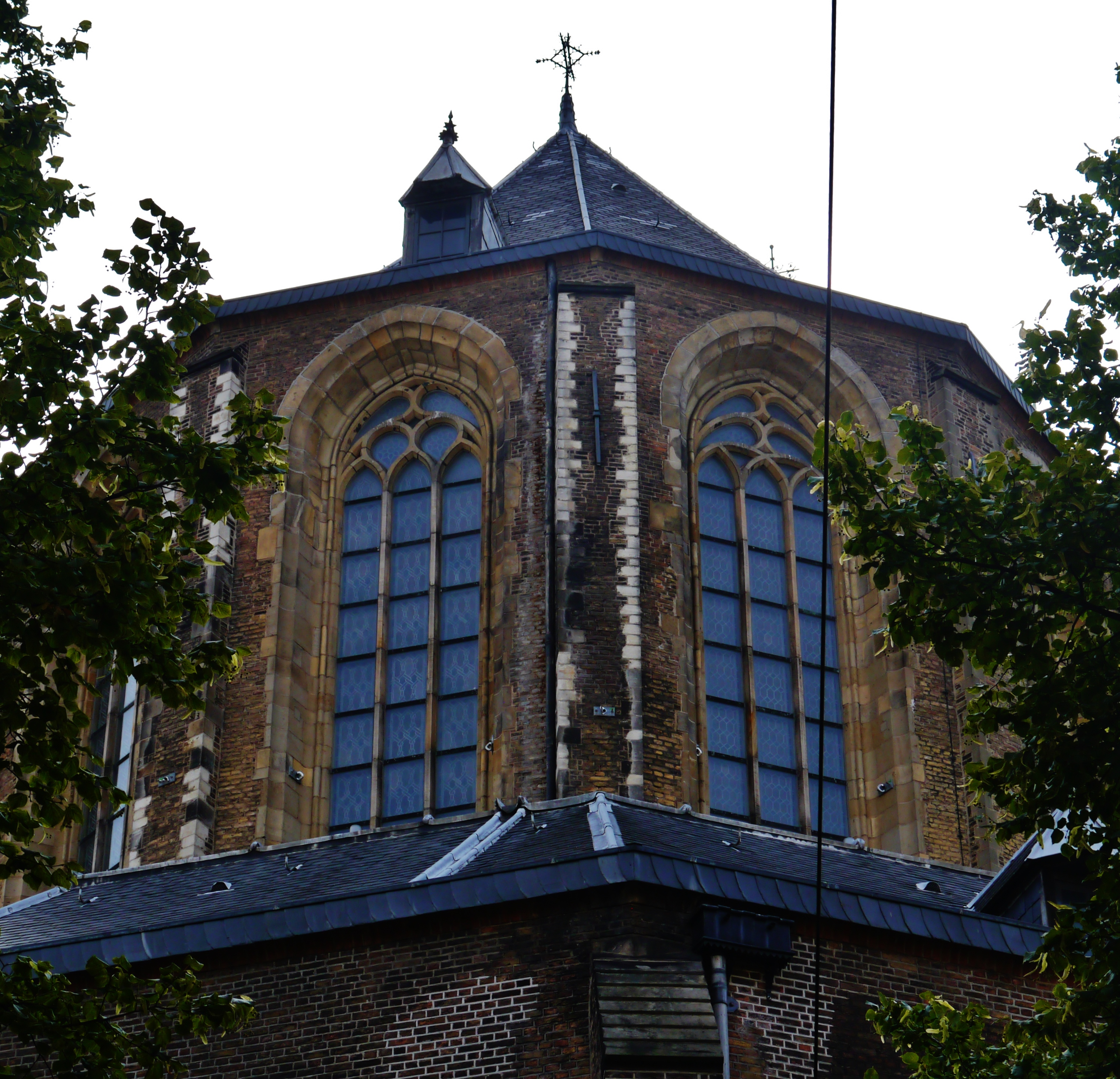
Okna absydy
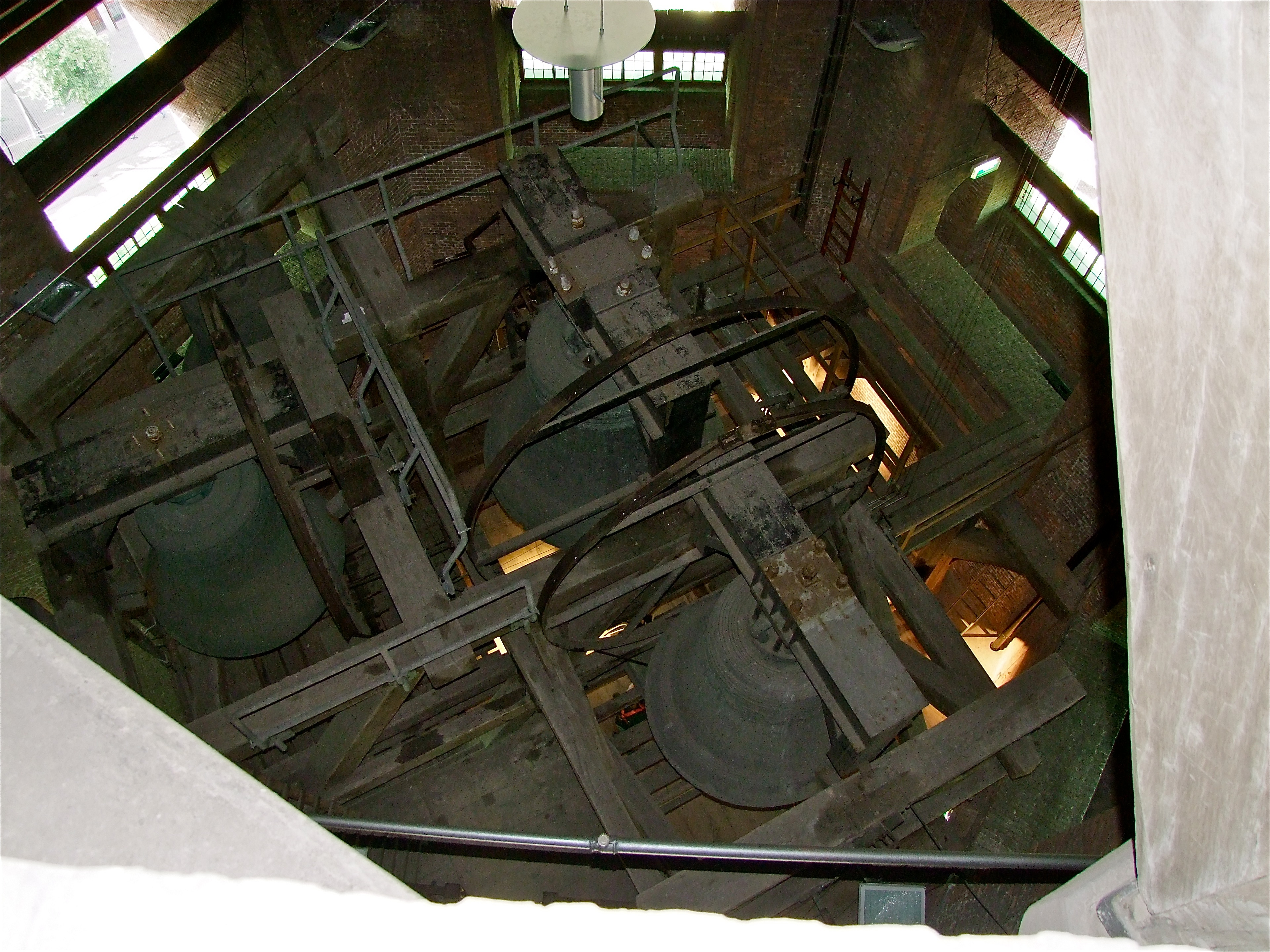
Dzwony na wieży
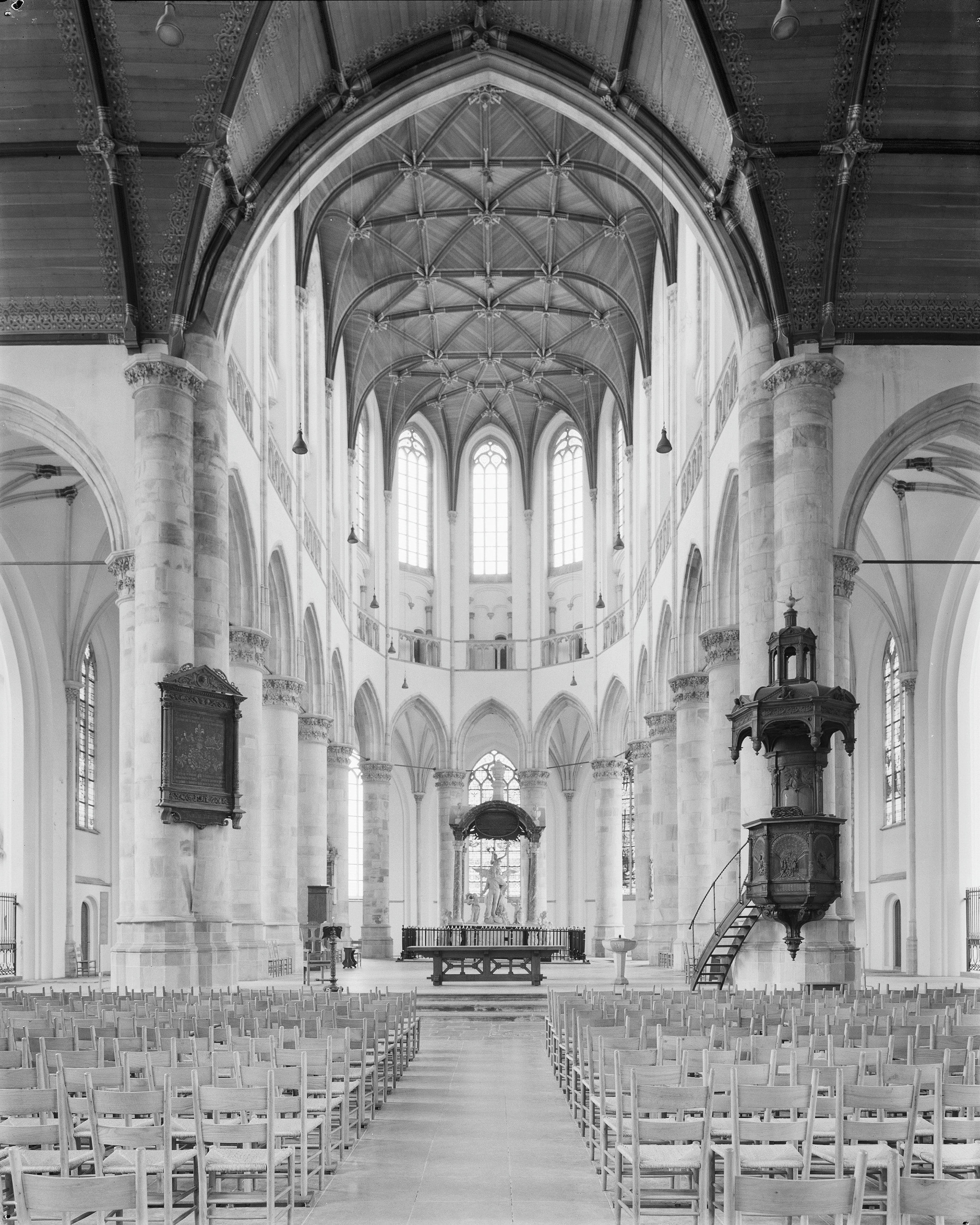
Wnętrze w 1982
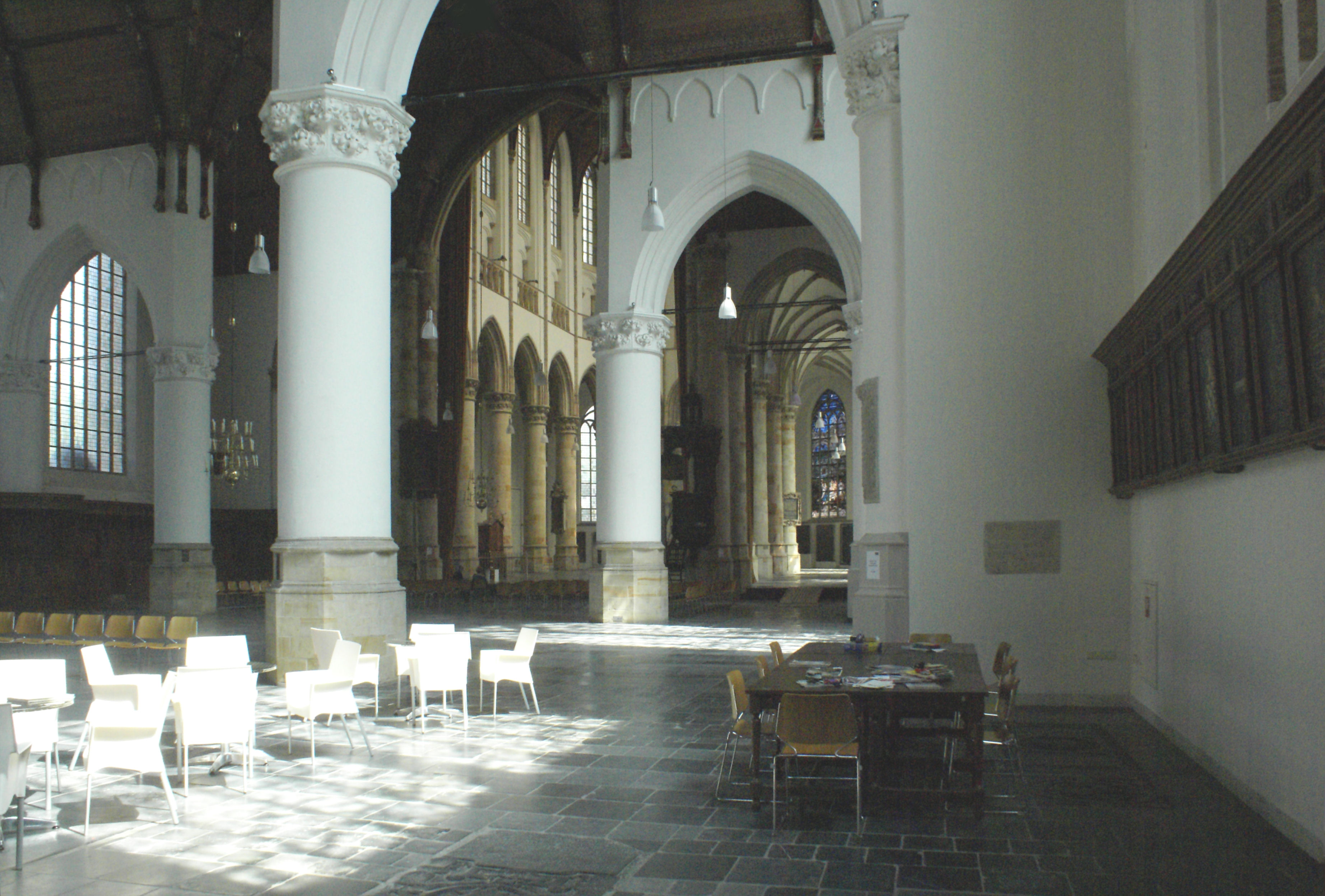
Wnętrze współcześnie
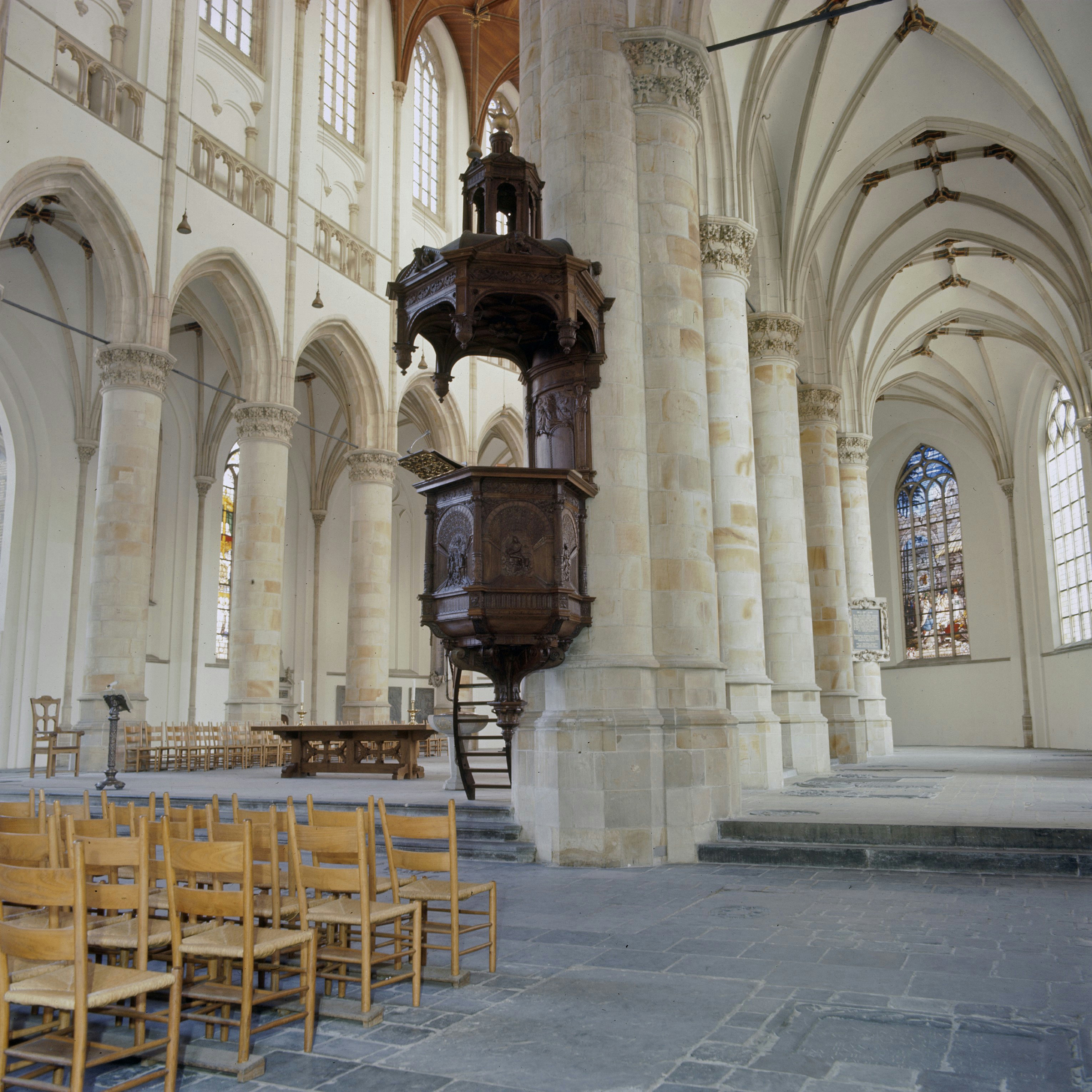
Ambona
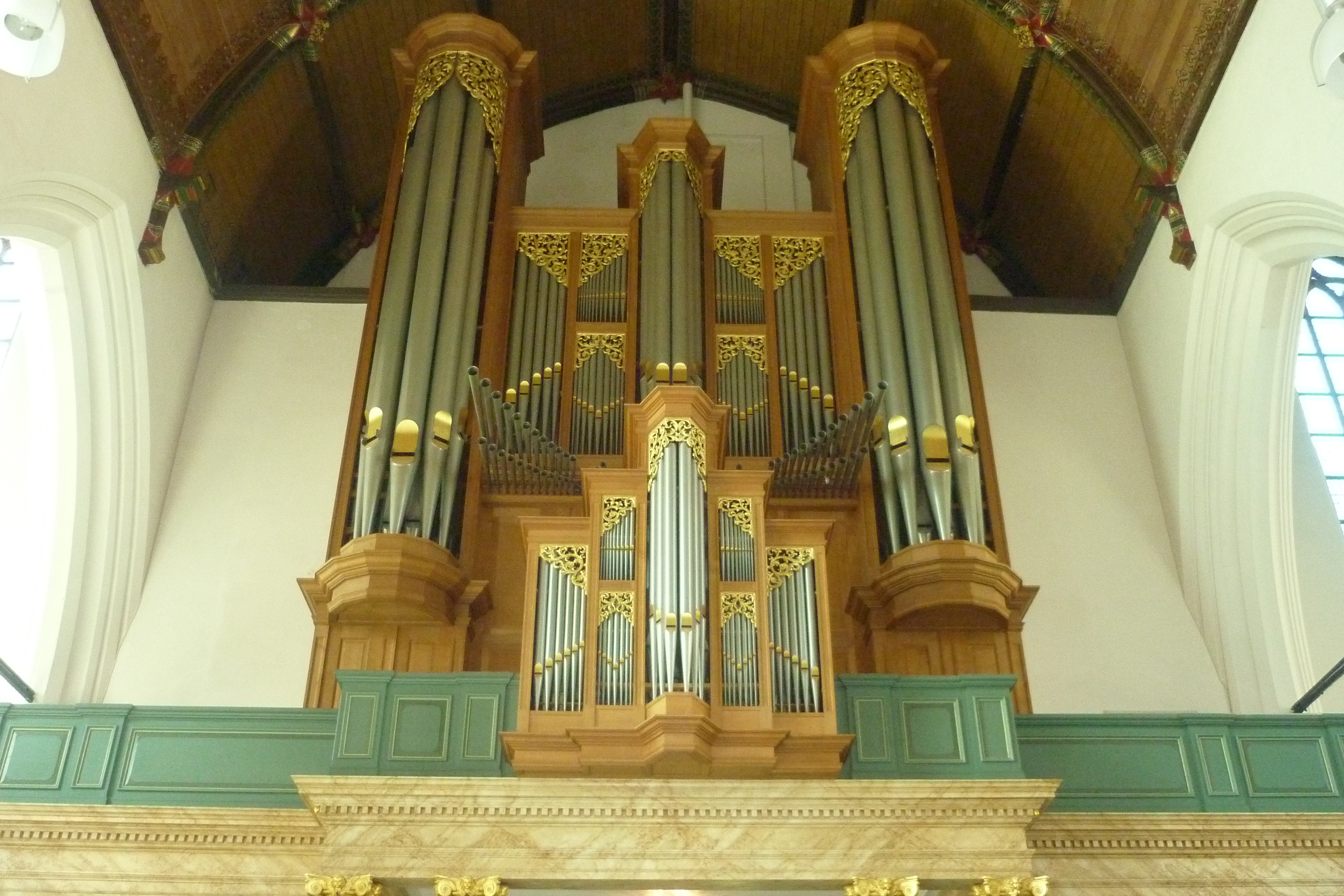
Organy